# ᵯ
La M con virgulilla inscrita (Minúscula: ᵯ), es una letra del alfabeto latino utilizada anteriormente en el Alfabeto Fonético Internacional. No tiene forma mayúscula.

## Codificación
La M con virgulilla inscrita se puede representar en Unicode con los siguientes caracteres:
| forma     | representación | Puntos de código | descripción                                    |
| --------- | -------------- | ---------------- | ---------------------------------------------- |
| minúscula | ᵯ              | U+1D6F           | Letra minúscula M con virgulilla sobre escrita |